# Pseudantechinus ningbing
Pseudantechinus ningbing is een buidelmuis uit het geslacht Pseudantechinus. De wetenschappelijke naam van de soort werd voor het eerst geldig gepubliceerd door Darrell Kitchener in 1988.

## Kenmerken
Deze soort heeft grote, nauwelijks behaarde oren en een ietwat behaarde, vaak opgezwollen staart. De bovenkant is grijsbruin, de onderkant geelbruin. Achter de oren zitten kaneelkleurige vlekken. De kop-romplengte bedraagt 73 tot 93 mm, de staartlengte 74 tot 94 mm, de achtervoetlengte 13,0 tot 15,4 mm en het gewicht 15 tot 33 g. Vrouwtjes hebben 4 mammae.

## Voortplanting
De paartijd is in juni. Na een draagtijd van 45 tot 52 dagen worden de jongen in juli of augustus geboren en in oktober of november gespeend.

## Verspreiding
Deze soort komt voor in de Kimberley (West-Australië) oostelijk tot Gregory National Park (net over de grens met het Noordelijk Territorium).
Pseudantechinus bilarni · Vetstaartbuidelmuis (Pseudantechinus macdonnellensis) · Pseudantechinus mimulus · Pseudantechinus ningbing · Pseudantechinus woolleyae